# Paul Eck
Paul Ludwig Alexander Eck (* 9. Juni 1822 in Berlin; † 18. September 1889 in Baden-Baden) war ein deutscher Ministerialbeamter im Königreich Preußen.

## Leben
Paul Eck war der älteste Sohn des Arztes Gottlieb Wilhelm Eck und der Ida Pauline Vogel, die ihrerseits die Tochter der Henriette Vogel war, die gemeinsam mit Heinrich von Kleist Selbstmord beging.
Er begann an der Ruprecht-Karls-Universität Heidelberg Rechtswissenschaft zu studieren. 1841 wurde er im Corps Saxo-Borussia Heidelberg aktiv. Als Inaktiver wechselte er an die  Friedrich-Wilhelms-Universität zu Berlin. 1842 wurde er Auskultator am Kammergericht, 1844 Referendar am Oberlandesgericht Naumburg.
Danach war er Assessor am Kammergericht und am Landgericht Trier. 1849 wurde er kommissarischer Kreisrichter in Brandenburg an der Havel und danach Richter am Berliner Stadt- und Vormundschaftsgericht. 1850 ging er als Justitiar nach Düsseldorf. Als Regierungsassessor (1852) und Regierungsrat (1857) diente er beim Oberpräsidenten der Rheinprovinz in Koblenz. Im Preußischen Handelsministerium wurde er Hilfsarbeiter (1859), Geheimer Regierungsrat (1860) und Geheimer Oberregierungsrat.
Das Reichskanzleramt berief ihn nach der Deutschen Reichsgründung als Direktor der Zentralabteilung. Seit 1876 Unterstaatssekretär, war er eine wesentliche Stütze Otto von Bismarcks. Nebenamtlich war er ab 1880 Mitglied der Preußischen Statistischen Zentralkommission. Er überarbeitete die  Gesetzentwürfe zur Sozialpolitik und widmete sich vor allem der Justizgesetzgebung. Er starb mit 67 Jahren im Amt.
Paul Eck war mit Malwine Rosalie Henriette von Wissmann (1830–1910) verheiratet. Ihre Tochter Paula (1857–1943) wurde die zweite Ehefrau des Theologieprofessors Georg Heinrici.

## Ehrungen
- Wirklicher Geheimer Rat mit dem Titel Exzellenz (1880)
- Roter Adlerorden I. Klasse mit Eichenlaub
- Kronenorden II. Klasse mit Stern und Eichenlaub
- Kommandeur II. Klasse des Guelphen-Ordens
- Verdienstorden vom Heiligen Michael I. Klasse
- Komtur I. Klasse des Friedrichs-Ordens
- Komtur I. Klasse des Verdienstordens Philipps des Großmütigen
- Komtur des Hausordens der Wendischen Krone
- Ehrenkreuz von Schwarzburg I. Klasse